# Aeroportul Guajará-Mirim
Aeroportul Guajará-Mirim (IATA: GJM, ICAO: SBGM) este un aeroport din Guajará-Mirim, Rondônia, Brazilia ce deservește zona Guajará-Mirim. Aeroportul a fost tranzitat în 2002 de 662 de pasageri.
Situat la o altitudine de 146 m, aeroportul dispune de 1 pistă.

## Infrastructură

### Piste
Aeroportul dispune de o singură pistă. Pista 17/35 are suprafața de asfalt și dimensiunile 1.795 m × 45 m. 